# Вакцинація проти COVID-19 у ПАР
Вакцинація проти COVID-19 у ПАР — це кампанія масової імунізації населення ПАР проти COVID-19 під час пандемії коронавірусної хвороби. Реалізація програми масової вакцинації населення ПАР розпочалася 17 лютого 2021 року. Програма проходитила поетапно, з наданням пріоритету медичним працівникам і працівникам служб невідкладного реагування, а пізніше особам старшим 60 років. За даними офіційних осіб охорони здоров'я, станом на 27 березня 2023 року в Південній Африці введено 38717957 доз вакцини по всій країні. У ПАР застосовувалися вакцини Janssen (Johnson & Johnson), Pfizer-BioNTech і Oxford-AstraZeneca, переважно застосовуючи як вакцину Janssen, так і Pfizer-BioNTech, а застосування вакцини Oxford-AstraZeneca призупинили після невеликого дослідження, яке поставило під сумнів її ефективність проти бета-варіанту коронавірусу.

## Передумови

### Стратегія введення
| Фаза                       | Пріоритетна група                                                   | Дата початку      | Кількість осіб eligible | Прогрес        | Вакциновані особи (станом на 22 грудня 2021) |
| -------------------------- | ------------------------------------------------------------------- | ----------------- | ----------------------- | -------------- | -------------------------------------------- |
| І фаза                     |                                                                     |                   |                         |                |                                              |
| 1a                         | Працівники першої лінії та медичні працівники (дослідження Сісонке) | 17 лютого 2021    | 499254                  | повністю       | 499254                                       |
| 1b                         | Медичні працівники, що залишилися                                   | 17 травня 2021    | 700000                  | триває         | 320066                                       |
| ІІ фаза                    |                                                                     |                   |                         |                |                                              |
| Пріорит за віком           |                                                                     |                   |                         |                |                                              |
| 2ai                        | Особи за 60                                                         | 17 травня 2021    | 5000000                 | триває         | 3627640                                      |
| 2aii                       | Особи 50-59 років                                                   | 5 липня 2021      | 4800000                 | триває         | 2964409                                      |
| 2aii                       | Особи 35-49 років                                                   | 15 липня 2021     | 11000000                | триває         | 5731938                                      |
| Пріоритет за місцем роботи |                                                                     |                   |                         |                |                                              |
| 2bi                        | Викладачі та допоміжний персонал                                    | 23 червня 2021    | 582000                  | повністю       | Не уточнено                                  |
| 2bii                       | Поліція, військові, ув'язнені та персонал в'язниці                  | 5 липня 2021      | 800000                  | повністю       | Не уточнено                                  |
| 2biii                      | Соціальні працівники першої лінії                                   | 19 липня 2021     | 240000                  | повністю       | Не уточнено                                  |
| 2biv                       | Працівники ЗМІ та журналісти                                        | 30 липня 2021     | Не уточнено             | повністю       | Не уточнено                                  |
| ІІІ фаза                   |                                                                     |                   |                         |                |                                              |
| 3                          | Особи 18-34 років                                                   | 20 серпня 2021    | 17900000                | триває         | 5399029                                      |
| IV фаза                    |                                                                     |                   |                         |                |                                              |
| 4a                         | Діти та підлітки 12-17 років І доза                                 | 20 жовтня 2021    | 6500000                 | триває         | 846724                                       |
| 4b                         | Бустерна доза для учасників дослідження Сісонке                     | 10 листопада 2021 | 499254                  | повністю       | 231646                                       |
| 4c                         | Додаткові дози для осіб віком від 18 років із ослабленим імунітетом | 1 грудня 2021     | Не уточнено             | триває         | 8918                                         |
| V фаза                     |                                                                     |                   |                         |                |                                              |
| 5a                         | Діти та підлітки 12-17 ІІ доза                                      | 9 грудня 2021     | 846724                  | триває         | 26846                                        |
| 5b                         | Нелегальні мігранти                                                 | Не уточнено       | Не уточнено             | не розпочалась | Невідомо                                     |
| 5c                         | Бустерні дози для осіб старше 18 років                              | Не уточнено       | Не уточнено             | не розпочалась | Не уточнено                                  |

### Реєстрація
З 20 жовтня 2021 року відкрито запис на вакцинацію проти COVID-19 для осіб віком від 12 років. На середину 2021 року було 5 способів зареєструватися на вакцинацію, у тому числі онлайн на платформі EVDS. Усі послуги мали нульовий рейтинг, тобто для користування послугою не потрібні ефірний час, дані чи гроші.

### Використання вакцин
ПАР замовила 60 мільйонів доз вакцин, і отримала 52,6 мільйона доз у вигляді пожертвувань і очікує загалом 9 мільйонів доз від COVAX, причому 320 мільйонів доз вакцин Janssen (Johnson & Johnson) і Pfizer–BioNTech мали виготовлятись у країні для використання як усередині країни, так і за кордоном. Південна Африка прийняла поставку 11059420 доз вакцин, з яких 1,5 мільйона доз отримано після дозволу на місцеве виробництво.
| Назва вакцини           | Хід схвалення                  | Кількість     | Доставлені дози | Прийнята доставка                | Результат схвалення             | Початок введення          | Повне схвалення |
| ----------------------- | ------------------------------ | ------------- | --------------- | -------------------------------- | ------------------------------- | ------------------------- | --------------- |
| Oxford–AstraZeneca      | Екстрене схвалення призупинено | 1,5 мільйона  | 1 мільйон       | 1 лютого 2021                    | зупинено                        | зупинено                  | —               |
| Janssen                 | Зареєстровано                  | 30 мільйонів  | 6401600         | 16 лютого 2021                   | 1 квітня 2021 (повне схвалення) | 18 лютого 2021 (III фаза) | В очікуванні    |
| Pfizer–BioNTech         | Зареєстровано                  | 30 мільйонів  | 11274120        | 3 травня 2021                    | 16 березня 2021                 | 17 травня 2021            | В очікуванні    |
| Коронавак               | Екстрене схвалення             | Не уточнено   | 0               | ще ні                            | 3 липня 2021                    | ще ні                     | —               |
| COVAX                   |                                |               |                 |                                  |                                 |                           |                 |
| Pfizer–BioNTech         | Зареєстрована                  | 1,4 мільйона  | 1400000         | 27 червня 2021                   | 16 березня 2021                 | 17 березня 2021           | В очікуванні    |
| Інші (не уточнено)      | Триває екстрене схвалення      | 7,6 мільйона  | 0               | ще ні                            | ще ні                           | ще ні                     | —               |
| Пожертви                |                                |               |                 |                                  |                                 |                           |                 |
| Сполучені Штати Америки |                                |               |                 |                                  |                                 |                           |                 |
| Pfizer–BioNTech         | Зареєстрована                  | 7,86 мільйона | 7,86 мільйона   | не уточнено                      | не уточнено                     | не уточнено               | триває          |
| Місцеве виробництво     |                                |               |                 |                                  |                                 |                           |                 |
| Janssen                 | Зареєстрована                  | 220 мільйонів | 32 мільйони     | 16 лютого 2021                   | 1 квітня 2021 (повне схвалення) | 18 лютого 2021 (III фаза) | В очікуванні    |
| Pfizer–BioNTech         | Зареєстрована                  | 100 мільйонів | 0               | не уточнено (середина 2022 року) | не уточнено                     | не уточнено               | триває          |

## Хронологія

### Лютий 2021 року
1 лютого 2021 року Інститут сироватки крові Індії надіслав 1 мільйон доз вакцини Oxford–AstraZeneca до міжнародного аеропорту імені О. Р. Тамбо.
7 лютого 2021 року було повідомлено, що вакцина Oxford–AstraZeneca проти COVID-19 не захищає учасників клінічних досліджень від легкого або середнього ступеня тяжкості захворювання, спричиненого варіантом 501.V2. Було оголошено про призупинення програми вакцинації.
16 лютого 2021 року ПАР отримала першу партію з 80 тисяч доз вакцини Janssen і схвалила вакцину для використання у фазі III відповідно до протоколу Сісонке для всіх медичних працівників.
17 лютого 2021 року національна програма вакцинації від COVID-19 була офіційно запущена в окружній лікарні Хайєлітша в провінції Західний Кейп, де медичні працівники, президент Сиріл Рамафоса та міністр охорони здоров'я Звелі Мхізе отримали щеплення вакциною Janssen проти COVID-19.
27 лютого 2021 року ПАР отримала другу партію з 80 тисяч доз вакцини Janssen.

### Березень 2021 року
5 березня 2021 року кількість введених доз перевищила 100 тисяч.
13 березня 2021 року ПАР отримала частину своєї третьої партії з 40 тисяч вакцини Janssen проти COVID-19.
17 березня 2021 року Південноафриканський регуляторний орган із товарів для здоров'я (SAHPRA) схвалив використання вакцини Pfizer–BioNTech.
18 березня 2021 року ПАР отримала другу частину своєї третьої партії з 66 тисяч доз вакцини Janssen.
19 березня 2021 року компанія «ImmunityBio» оголосила, що проводитиме першу фазу клінічних досліджень своєї вакцини hAd5 у США і ПАР.
21 березня 2021 року ПАР продала та почала транспортувати свій 1 мільйон доз вакцини Oxford-AstraZeneca іншим членам Африканського Союзу. Виникло занепокоєння щодо розповсюдження цієї вакцини в африканських країнах, оскільки варіант 501Y.V2 швидко поширювався африканськими країнами, а Південна Африка призупинила використання цієї вакцини після того, як дослідження поставило під сумнів її ефективність проти бета-варіанту.
29 березня 2020 року було схвалено розпочати виробництво 220 мільйонів доз вакцини Janssen на заводі Aspen Pharmacare у Порт-Елізабеті в Східнокапській провінції.

### Квітень 2021 року
1 квітня 2021 року вакцина Janssen отримала дозвіл розділу 21 (екстрене схвалення), що дозволяє використовувати її поза межами поточної III фази клінічних досліджень (Протокол Сісонке).
6 квітня 2021 року уряд офіційно підписав угоду з Pfizer на 20 мільйонів доз вакцини, які, як очікувалося, почнуть надходити до кінця квітня.
13 квітня 2021 року міністр охорони здоров'я Звелі Мхізе оголосив про призупинення використання вакцини Janssen проти COVID-19 через занепокоєння щодо проблем зі здоров'ям, висловлене FDA.
16 квітня 2021 року платформа EVDS відкрилася для 2 фази щеплень, дозволяючи зареєструватися працівникам життєво необхідних галузей і особам похилого віку.
17 квітня 2021 року уряд оголосив, що перша партія з 325260 доз вакцини Pfizer–BioNTech надійде 3 травня 2021 року. Очікується, що з того дня така ж кількість доз надходитиме щотижня до 31 травня 2021 року, коли кількість доставлених доз на добу збільшиться до 636480 щотижня.
23 квітня 2021 року 500 тисяч доз вакцини Janssen було доставлено в рамках програми раннього доступу (програма Сісонке), а ще 1 мільйон доз мали надійти у квітні.
24 квітня 2021 року компанія «Aspen Pharmacare» оголосила, що 1,1 мільйона доз вакцини Janssen мають бути зроблені та використані в Південній Африці.
26 квітня 2021 року уряд повідомив, що використання вакцини Janssen проти COVID-19 буде відновлено в середу, 28 квітня 2021 року, з розширенням кількості пунктів вакцинації до 95 пунктів по всій країні.
28 квітня 2021 року призупинення введення вакцини Janssen було скасовано південноафриканським регуляторним агентством, та надано повний дозвіл на її використання.

### Травень 2021 року
2 травня 2021 року уряд повідомив, що перші 1,1 мільйона доз вакцини Janssen пройдуть розширену оцінку безпеки відповідно до міжнародних регуляторів, а вакцинація нею розпочнеться в середині травня.
3 травня 2021 року перша партія з 325260 доз вакцини Pfizer–BioNTech прибула до міжнародного аеропорту імені О. Р. Тамбо авіарейсами компаній Lufthansa та Astral Aviation. Потім вакцини відправили до Національної контрольної лабораторії для перевірки якості.
9 травня 2021 року друга партія з 325260 доз вакцини Pfizer–BioNTech прибула до міжнародного аеропорту О. Р. Тамбо рейсами «Lufthansa» та «Astral Aviation».
10 травня 2021 року розпочався останній тиждень Протоколу Сісонке (фаза 3b). Дослідження було розширено на медичних працівників, які не працюють безпосередньо з хворими, включаючи адміністративний і допоміжний персонал через достатню кількість можливостей і доз.
15 травня 2021 року протокол Сісонке закінчився, коли медичним працівникам було введено 478733 дози. Решту доз було передано Раді медичних досліджень для проведення подальших досліджень вакцини Janssen (Johnson & Johnson) на певних групах населення.
16 травня 2021 року третя партія з 325260 доз вакцини Pfizer–BioNTech прибула до міжнародного аеропорту імені О. Р. Тамбо авіакомпаніями «Lufthansa» та «Astral Aviation».
17 травня 2021 року стартувала 2 фаза програми вакцинації, яка розпочалася з щеплення будинків похилого віку дводозовою вакциною Pfizer–BioNTech. Фаза 2 проходила разом із фазою 1B вакцинації решти 500 тисяч медичних працівників.
24 травня 2021 року четверта й остання партія з 325260 доз вакцини Pfizer–BioNTech прибула до міжнародного аеропорту імені О. Р. Тамбо рейсами авіакомпаній «Lufthansa» та «Astral Aviation». Після цього з наступного тижня кількість поставлених доз зростала до 636480 доз на тиждень.
31 травня 2021 року перша партія з 636480 доз вакцини Pfizer–BioNTech прибула до міжнародного аеропорту імені О. Р. Тамбо рейсами авіакомпаній «Lufthansa» та «Astral Aviation». Ця партія є першою з другої частини постачань із поступовим збільшенням щотижня на 311220 доз.
31 травня 2021 року загальна кількість введених доз вакцини перевищила 1 мільйон.

### Червень 2021 року
7 червня 2021 року друга партія з 636480 доз вакцини Pfizer–BioNTech прибула до міжнародного аеропорту імені О. Р. Тамбо.
11 червня 2021 року FDA опублікувало заяву щодо вакцини Janssen, виробленої на заводі «Emergent BioSolutions» у Балтиморі в США. Це призвело до того, що вакцини, також вироблені на заводі в Порт-Елізабеті, мали пройти повторну оцінку південноафриканського регуляторного агентства та FDA. Щоб відновити роботу південноафриканської програми, 300 тисяч доз дозволено відправити до Південної Африки в надзвичайно терміновому порядку.
14 червня 2021 року третя партія з 636480 доз вакцини Pfizer–BioNTech прибула до міжнародного аеропорту імені О. Р. Тамбо.
18 червня 2021 року 300 тисяч доз вакцини Janssen прибули до міжнародного аеропорту імені О. Р. Тамбо. Це перша частина партії вакцин, яку відправили в надзвичайному порядку через зараження вакцин місцевого виробництва. Очікувалося, що цю вакцину вводитимуть переважно вчителям, військовим та поліцейським.
18 червня 2021 року загальна кількість введених доз вакцини перевищила 2 мільйони.
21 червня 2021 року четверта партія з 636480 доз вакцини Pfizer–BioNTech прибула до міжнародного аеропорту імені О. Р. Тамбо.
25 червня 2021 року друга партія з 1200 тисяч доз вакцини Janssen прибула до міжнародного аеропорту імені О. Р. Тамбо.
28 червня 2021 року п'ята партія з 636480 доз вакцини Pfizer–BioNTech прибула до міжнародного аеропорту імені О. Р. Тамбо.
До кінця місяця було введено 2,7 мільйона доз вакцини. 2 % цільової групи були повністю вакциновані до кінця червня.

### Липень 2021 року
3 липня 2021 року південноафриканське регуляторне агентство схвалило китайську вакцину «Коронавак» для застосування в країні через дозвіл на екстрене використання за умови, що компанія-виробник надасть додаткову інформацію про ризик та ефективність вакцини.
5 липня 2021 року міністерство охорони здоров'я повідомило, що тепер уряд відшкодовуватиме приватним закладам витрати на щеплення всім незастрахованим людям. Вирішено дозволити будь-якій особі, яка має право на вакцинацію, отримати її в найбільш відповідному місці, незалежно від того, приватне воно чи державне. Розпочато вакцинацію в поліції, Національних силах оборони Південної Африки, серед ув'язнених і тюремного персоналу.
7 липня 2021 року 190710 доз вакцини Pfizer–BioNTech прибули до міжнародного аеропорту імені О. Р. Тамбо.
Під час заворушень у ПАР 2021 року проведення вакцини сповільнилося, оскільки заклади та центри вакцинації були закриті через протести та грабунки в Гаутенгу і Квазулу-Наталі.
12 липня 2021 року 288990 доз вакцини Pfizer–BioNTech прибули до міжнародного аеропорту імені О. Р. Тамбо.
14 липня 2021 року вакцинація освітян офіційно завершилося: понад 500 тисяч осіб отримали щеплення. Проте будь-які освітяни, які не змогли потрапити до місця вакцинації під час офіційної програми, все одно мають право на вакцинацію.
15 липня 2021 року розпочато вакцинацію посадових осіб виправної служби.
19 липня 2021 року розпочалася вакцинація 240 тисяч співробітників із соціального розвитку. Ця група включала в себе спеціалістів з раннього розвитку дітей, фахівців із соціальних служб, спеціалістів з розвитку громади, та співробітників департаменту соціального розвитку..
19 липня 2021 року 973920 доз вакцини Pfizer–BioNTech прибули до міжнародного аеропорту імені О. Р. Тамбо.
20 липня 2021 року розпочато вакцинацію ув'язнених у 90 виправних колоніях.
21 липня 2021 року Pfizer і BioNTech підписали договір про співпрацю з компанією «Biovac», що базується в Кейптауні, зобов'язавшись дозволити «Biovac» провести фасування та заключний контроль 100 мільйонів доз вакцини Pfizer-BioNTech для використання в Африканському Союзі. Перші дози, виготовлені «Biovac», будуть випущені лише у 2022 році.
24 липня 2021 року вакцину Janssen було включено до загального графіка вакцинації, причому не лише для програм для працівників життєво необхідних галузей, оскільки закінчився термін придатності доз екстреної партії, та було підтвердження того, що незабаром надійдуть додаткові дози.
25 липня 2021 року президент країни оголосив дату початку вакцинації для всіх осіб старших 18 років, і повідомив, що протягом наступних 2-3 місяців надійде ще 31 мільйон доз вакцини Pfizer–BioNTech і вакцини Janssen.
26 липня 2021 року 968760 доз вакцини Pfizer–BioNTech прибули до міжнародного аеропорту імені О. Р. Тамбо.
31 липня 2021 року 2830000 доз вакцини Pfizer–BioNTech, подарованих Сполученими Штатами, прибули до міжнародного аеропорту імені О. Р. Тамбо. До кінця липня було введено 7,6 мільйона доз вакцини, а 12 % цільової групи населення були повністю вакциновані.

### Серпень 2021 року
13 серпня 2021 року міністерство охорони здоров'я повідомило, що хоча поставки вакцини стабілізувалися, попит на щеплення був низьким. Міністерство, зокрема, вказало на відсутність постійного інтересу з боку вікової групи 35-50 років і чоловіків по всій країні в цілому. Крім того, міністерство скоригувало свою мету, щоб до кінця грудня вакцинувати 28 мільйонів осіб, ввівши приблизно 35 мільйонів доз вакцини.
18 серпня 2021 року уряд країни схвалив швидший початок вакцинації для всіх осіб старших 18 років, щоб збільшити попит на вакцинацію. Дата початку масової вакцинації перенесена з 1 вересня на 20 серпня.
20 серпня 2021 року розпочато вакцинацію для всіх осіб старших 18 років, з 560 тисячами реєстрацій у групі 18-34 у перший же день запису.
27 серпня 2021 року міністерство охорони здоров'я оголосило, що США передасть ще 2,2 мільйона доз вакцини Pfizer–BioNTech. Крім того, представники міністерства заявили, що низький рівень вакцинації у вихідні дні був пов'язаний з відсутністю медичних працівників, які могли працювати у вихідні, з надією, що після закінчення третьої хвилі з'явиться більше працівників. Представники міністерства також повідомили, що вони закуповують вакцину AstraZeneca через дані про те, що вона ефективна проти варіанту Дельта, але не змогли знайти постачальника із запасами. Міністерство очікувало, що постачання стане доступним у вересні-жовтні. Також представники міністерства повторили, що ще не замовляли Коронавак, оскільки все ще чекають подальших клінічних даних.
30 серпня 2021 року міністерство охорони здоров'я опублікувало оновлений циркуляр, у якому рекомендувало усім вагітним і годуючим жінкам зробити щеплення однією з доступних вакцин.
До кінця місяця було введено 11,1 мільйона доз вакцини. 19 % цільового населення були повністю вакциновані до кінця місяця.

### Вересень 2021 року
3 вересня 2021 року міністр охорони здоров'я заявив, що щеплення будуть відкриті лише для тих, хто не досяг 18 років, якщо буде вакциновано 70 % населення старше 18 років. На той час ПАР мала можливість вакцинувати від 300 до 400 тисяч осіб на день. Уряд ще не вимагав обов'язкової вакцинації, але скоріше спробував би за допомогою вакцинації стимулювати відвідування розважальних, культурних і спортивних заходів.
10 вересня 2021 року міністр охорони здоров'я оголосив про плани щодо видачі цифрових сертифікатів вакцинації, які можна було б роздрукувати та видавати всім людям із даними про вакцинацію, які вже є на платформі EVDS. Ці сертифікати відповідатимуть рекомендаціям ВООЗ щодо запобігання шахрайству.
11 вересня 2021 року регуляторне агентство ПАР повідомило, що екстрене схвалення для вакцини Pfizer–BioNTech було розширено, щоб охопити всіх осіб віком від 12 років, створивши можливість включення для підлітків і дітей до програми вакцинації в майбутньому.
15 вересня 2021 року було опубліковано циркуляр щодо визначення пріоритетності запасів вакцини Janssen лише для сільських районів, тимчасових і мобільних центрів, до стабілізації поставок вакцини.
17 вересня 2021 року міністр охорони здоров'я заявив, що зараз міністерство зосереджене на вакцинації осіб віком від 50 років, але наприкінці жовтня переглянуть рішення про відкриття вакцинації для осіб молодше 18 років. Проєкт впровадження цифрових сертифікатів вакцинації буде подано до національної командної ради з коронавірусу через 2 тижні та буде запроваджено після схвалення. Сертифікати не використовуватимуться для доступу до основних послуг, але дадуть вакцинованим людям доступ до більшої кількості видів діяльності. Уряд не запроваджуватиме обов'язкову вакцинацію у державному секторі, але не втручатиметься в запровадження обов'язкової вакцинації в приватному секторі та вищих навчальних закладах, якщо це запровадження встановлюються законно.
29 вересня 2021 року міністерство охорони здоров'я підтвердило, що сертифікат про вакцинацію буде доступний 5 жовтня. Його можна буде завантажити з вебсайту та роздрукувати. Він матиме QR-код для сканування для перевірки автентичності та посилання на ідентифікаційний номер особи.
30 вересня 2021 року президент ПАР заявив, що 60 % осіб старших 60 років і 50 % осіб віком від 50 до 59 років отримали принаймні одну дозу вакцини. Крім того, він підтвердив мету вакцинувати 70 % дорослих до кінця року з можливістю врятувати до 20 тисяч життів.
До кінця місяця було введено 17,8 мільйонів доз вакцини. 38 % цільової групи населення були повністю вакциновані до кінця місяця.

### Жовтень 2021 року
5 жовтня 2021 року система сертифікатів вакцинації була запущена в режимі онлайн на етапі тестування, а повний запуск був запланований на найближчу п'ятницю.
6 жовтня 2021 року міністерство охорони здоров'я підтвердило, що дати закінчення терміну придатності були наявні на сертифікатах вакцин через плани оновити систему для підвищення безпеки та відповідності майбутнім міжнародним стандартам. Існували плани випустити другу версію наприкінці жовтня та третю наприкінці листопада.
8 жовтня 2021 року офіційно запущено сертифікати про вакцинацію. Проте перевірку автентичності сертифіката за допомогою сканування QR-коду мали запровадити лише наприкінці жовтня. Сертифікат можна буде використовувати для міжнародних поїздок, і Велика Британія вже підтвердила, що прийме його з 11 жовтня. У міністерстві охорони здоров'я підтвердили, що оголошення про вакцинацію людей з 12 до 18 років буде зроблено до кінця жовтня.
15 жовтня 2021 року міністерство охорони здоров'я підтвердило, що в середу, 20 жовтня, вакцинацію відкриють для осіб віком від 12 до 17 років. Вони могли отримати 1 дозу вакцини Pfizer у будь-якому пункті вакцинації без згоди батьків. На той час вони не отримають другу дозу через побоювання міокардиту у хлопчиків-підлітків. Міністерський контрагентський комітет також рекомендував зробити другу щеплення вакцини Janssen всім учасникам клінічного дослідження Сісонке до схвалення регуляторним агентством країни. Дози для цієї програми будуть надані компанією Johnson & Johnson. Міністерство охорони здоров'я також підтвердило, що пілотні програми вакцинації осіб без документів у певних пунктах вакцинації будуть повільно розширюватися.
18 жовтня 2021 року південноафриканське регуляторне агентство повідомило, що воно не буде схвалювати вакцину Спутник V для екстреного використання через занепокоєння щодо використання вакцин з вектором Ad5 у популяції з високим ризиком ВІЛ-інфекції та через те, що вакцина не включена до списку екстреного схвалення ВООЗ. Однак у цієї вакцини залишається можливість схвалення після надання додаткових даних.
19 жовтня 2021 року щеплення відкрили віковій групі від 12 до 17 років, за першу добу було зареєстровано 39109 осіб (0,6 % вікової групи).
До кінця місяця було введено 22,4 мільйона доз вакцини. 51 % цільової групи населення були повністю вакциновані до кінця місяця.

### Листопад 2021 року
27 листопада 2021 року було опубліковано циркуляр, у якому рекомендовано додаткові дози всім особам старшим 18 років із будь-яким із перелічених станів імунодефіциту або які проходять імуносупресивну терапію. Додаткову дозу тієї ж вакцини почали отримувати через 28 днів після останньої. Пацієнти повинні будуть заповнити форму, щоб підтвердити свій стан, а потім запис про додаткову вакцинацію буде відображено на електронному медичному записові. Ця програма мала розпочатися 1 грудня.
До кінця місяця було введено 25,3 мільйона доз вакцини. 60 % цільової групи були повністю вакциновані до кінця місяця.

### Грудень 2021 року
8 грудня 2021 року південноафриканське регуляторне агентство схвалило 3-ту дозу вакцини Комірнаті від COVID-19 для всіх осіб віком від 18 років через 6 місяців після 2-ї дози та додаткову дозу для осіб із ослабленим імунітетом віком від 12 років і старших, яку слід вводити через 28 днів після 2-ї дози.
9 грудня 2021 року було опубліковано циркуляр, у якому сказано, що особам віком від 12 до 17 років тепер дозволено отримати другу дозу вакцини «Комірнаті» проти COVID-19 із регулярними інтервалами дозування 42 дні після першої дози.
23 грудня 2021 року південноафриканське регуляторне агентство схвалило другу дозу вакцини Jansen протягом 2 місяців після першої дози, а також схвалило гетерологічну бустерну дозу, коли вакцина Jansen вводиться через 6 місяців після другої дози «Комірнаті».

### 2022 рік
25 січня 2022 року південноафриканське регуляторне агентство зареєструвало вакцину «Комірнаті» проти COVID-19.
31 січня 2022 року південноафриканське регуляторне агентство зареєструвало вакцину Sinopharm проти COVID-19 під назвою «COVID-19 vaccine MC Pharma».
До кінця січня було введено майже 30 мільйонів доз вакцини. 71 % цільової групи були повністю вакциновані.
4 лютого було оголошено, що південноафриканські вчені відтворили вакцину Moderna проти COVID-19.
21 лютого було зроблено скорочення мінімальної кількості днів, дозволених для додаткових доз або бустерних вакцинацій.
З 14 березня дозволили повторну ревакцинацію тим, у кого основне щеплення було вакциною Janssen.

## Клінічні дослідження вакцин
17 березня 2020 року Південноафриканський орган з регулювання товарів для здоров'я оголосив, що прискорить перегляд методів лікування, вакцин і клінічних досліджень. На той час у ПАР проходили дослідження 6 вакцин-кандидатів.
| Вакцина            | Тип (технологія) | I фаза         | II фаза   | III фаза       | Статус       |
| ------------------ | ---------------- | -------------- | --------- | -------------- | ------------ |
| Janssen            | Вірусний вектор  | Не проводилась | завершено | завершено      | Схвалено     |
| Pfizer–BioNTech    | РНК              | Не проводилась | завершено | завершено      | Схвалено     |
| Oxford–AstraZeneca | Вірусний вектор  | завершено      | завершено | Не проводилась | Відкладено   |
| Novavax            | Субодинична      | Не проводилась | завершена | триває         | Не завершена |
| GRAd-COV2          | Вірусний вектор  | Не проводилась | завершено | триває         | Не завершена |
| ImmunityBio        | Вірусний вектор  | триває         | триває    | ще ні          | Не завершена |

### Janssen
Клінічні дослідження ІІ та ІІІ фази вакцини Janssen (Johnson & Johnson) проводилися в ПАР з кінця лютого 2021 року та з квітня 2021 року.
Клінічні дослідження II фази охопили близько 800 осіб по всій території Іспанії, Великій Британії та США, та показали ефективність на 64 %.
III фаза клінічних досліджень за протоколом Сісонке за участю 500 тисяч осіб розпочалася на початку квітня. Це дослідження було завершено успішно, в ньому брали участь півмільйона медичних працівників з ПАР, та воно стало I фазою проведення вакцинації.
У січні компанія Johnson & Johnson, яка проводила випробування своєї вакцини Janssen у Південній Африці, повідомила, що рівень захисту від помірної та важкої інфекції COVID-19 становив 72 % у США, але лише 57 % у Південній Африці.

### Pfizer–BioNTech
Клінічні дослідження як II фази, так і III фази вакцини Pfizer–BioNTech проводилися в ПАР наприкінці травня 2020 року. Вакцина Pfizer виявилася на 100 % ефективною для запобігання випадкам південноафриканського варіанту B.1.351.
17 лютого 2021 року компанія Pfizer повідомила що нейтралізуюча активність була зменшена на дві третини для південноафриканського варіанту, водночас заявивши, що жодних претензій щодо ефективності вакцини щодо запобігання захворюванню на цей варіант ще не можна зробити.

### Oxford–AstraZeneca
У ПАР були проведені І і ІІ фаза клінічних досліджень вакцини Oxford–AstraZeneca. Клінічні дослідження І і ІІ фази розпочалися в середині червня 2020 року, у них взяли участь 2130 учасників. Дослідження показало, що вакцина не має принаймні 60 % ефективності проти COVID-19 легкого та середнього ступеня тяжкості при південноафриканському варіанті B.1.351 (501Y.V2). Це призвело до призупинення вакцинації нею, та продажу 1 мільйона отриманих доз іншим членам Африканського Союзу.
6 лютого 2021 року видання «The Financial Times» повідомило, що попередні дані дослідження, проведеного південноафриканським Вітватерсрандським університетом спільно з Оксфордським університетом, продемонстрували знижену ефективність вакцини Oxford–AstraZeneca проти COVID-19 проти варіанту 501.V2. Дослідження показало, що у вибірці розміром 2000 вакцинацій AZD1222 забезпечувала лише мінімальний захист" у всіх випадках COVID-19, крім найважчих.
7 лютого 2021 року міністр охорони здоров'я ПАР призупинив заплановане використання близько 1 мільйона доз вакцини, поки міністерство вивчало дані та чекало порад щодо подальших дій. Зрештою, десь у березні 2021 року, щеплення вакциною Oxford–AstraZeneca у Південній Африці було скасовано, а короткострокові запаси були запропоновані іншим африканським країнам.

### Novavax
Клінічні дослідження II фази вакцини Novavax за участю 4400 осіб проводилося в Південній Африці з серпня 2020 року по листопад 2021 року, та показало ефективність вакцини на 51 % порівняно з 89 % у США. Вакцина мала ефективність 51 % проти хвороби, спричиненої південноафриканським варіантом серед осіб, які були негативними на ВІЛ. У групі, до якої входили ВІЛ-позитивні особи, ефективність вакцини була лише на 43 %.

### GRAD-COV2
Клінічні дослідження II та III фази вакцини GRAd-COV2 проводилися в ПАР.

### ImmunityBio
Інститут «BioVac», південноафриканська компанія з виробництва вакцин, яка знаходиться в державній власності, уклала контракт з американською компанією «ImmunityBio Inc.» на виробництво вакцини ImmunityBio. Компанія «ImmunityBio» на початку 2021 року проводила клінічні дослідження I та II фази. Клінічні дослідження розпочалися в січні 2021 року, у них брали участь лише 35 учасників I фази.

## Ефективність вакцини

### Janssen
У січні 2021 року компанія Johnson & Johnson, яка проводила клінічне дослідження своєї вакцини Janssen у Південній Африці, повідомила, що рівень захисту від помірної та важкої інфекції COVID-19 становив 72 % у США, але лише 57 % у Південній Африці.
Після завершення III фази клінічних досліджень у ПАР компанія Johnson & Johnson отримала схвалення від південноафриканського регуляторного агентства 31 березня 2021. року.
Згідно з угодою про виробництво, Johnson & Johnson розпочала виробництво 220 мільйонів вакцин на заводі «Aspen Pharmacare» у місті Порт-Елізабет. Компанія планувала постачати вакцину до інших африканських країн, а 30 мільйонів залишати для використання в Південній Африці.

### Oxford–AstraZeneca
6 лютого 2021 року «The Financial Times» повідомила, що попередні експериментальні дані дослідження, проведеного південноафриканським Вітватерсрандським університетом спільно з Оксфордським університетом, продемонстрували знижену ефективність вакцини Oxford–AstraZeneca проти варіанту 501.V2. Дослідження показало, що у вибірці у 2 тисячі вакцина AZD1222 забезпечувала лише «мінімальний захист» у всіх випадках COVID-19, крім найважчих.
7 лютого 2021 року уряд призупинив заплановане ввезення близько 1 мільйона доз вакцини, поки уряд вивчав дані та чекав порад щодо подальших дій. Згодом уряд ПАР скасував використання вакцини, продавши її запаси іншим африканським країнам, і перевів програму вакцинації на використання вакцини Janssen проти COVID-19.
27 серпня 2021 року уряд оголосив, що буде закуповувати вакцину Oxford–AstraZeneca проти COVID-19 через дані, які свідчать про хороший захист від варіанту Дельта, але очікує, що вакцина буде доступна лише наприкінці вересня — початку жовтня.

### Спутник V
Південноафриканський орган з регулювання товарів для здоров'я (SAHPRA) підтвердив, що отримав документацію на вакцину, розроблену Науково-дослідним інститутом імені Гамалії в Росії. За твердженням південноафриканських джерел, вакцина «Спутник V» є однією з 3 вакцин проти COVID-19 у всьому світі з ефективністю понад 90 % у симптоматичних випадках. Ця вакцина все ще перебувають у процесі дослідження її ефективності проти варіанту коронавірусу 501Y.V.

### Pfizer–BioNTech
17 лютого 2021 року компанія Pfizer повідомила, що нейтралізуюча активність вакцини Pfizer–BioNTech зменшилась на дві третини для південноафриканського Бета-варіанту, водночас компанія заявила, що жодних заяв щодо ефективності вакцини щодо запобігання захворюванню на цей варіант ще не може бути зроблено.
16 березня 2021 року південноафриканський орган з регулювання товарів для здоров'я схвалив вакцину Pfizer-BioNTech відповідно до розділу 21 надання дозволу на екстрене використання.
Дослідження вакцини Pfizer-BioNTech проти COVID-19, яке закінчилося в березні 2021 року, показало високу ефективність у запобіганні випадкам бета-варіанту. У дослідженні взяли участь 800 осіб, загалом 9 випадків хвороби, усі в групі плацебо.

### Moderna
У лютому 2021 року компанія Moderna повідомила, що нинішня вакцина Moderna виробляє лише одну шосту частину антитіл у відповідь на південноафриканський варіант 501.V2 порівняно з вихідним вірусом. Компанія розпочала дослідження нової вакцини для боротьби з південноафриканським варіантом.

### Sinopharm BIBP
Низка африканських країн почали застосовувати вакцину Sinopharm BIBP, зокрема Марокко, Єгипет, Сейшельські острови та Зімбабве. На 2021 рік вакцина виявиласяся малоефективною до варіанту 501Y.V2, як це було видно в Зімбабве.

### Коронавак
Коронавак тривалий час очікував схвалення для застосування від південноафриканського регуляторного органу. 3 липня 2021 року вакцину було схвалено відповідно до розділу 21 екстреного схвалення. Компанія «Sinovac Biotech» вела переговори з ПАР щодо надання 5 мільйонів доз вакцини.

### Коваксин
Компанія «Bharat Biotech», виробник вакцини Коваксин, заявила, що може модифікувати вакцину проти південноафриканського варіанту коронавірусу протягом 15 днів.

### КовиВак
Повідомлено, що інформацію про вакцину КовиВак ще не надано уряду ПАР.

### ЕпіВакКорона
Інформація щодо вакцини ЕпіВакКорона ще не надійшла до уряду Південної Африки.

### Zifivax
Інформацію про вакцину Zifivax передали уряду Південної Африки.

### Novavax
Дослідження вакцини Novavax показало 60 % ефективність вакцини (для ВІЛ-негативних учасників) у Південній Африці порівняно з 90 % ефективністю у Великій Британії.

### ImmunityBio
Інститут Biovac, південноафриканська компанія з виробництва вакцин, яка підтримується державою, планує використати укладену угоду для виробництва вакцини ImmunityBio. Контракт з американською компанією «ImmunityBio Inc» спочатку передбачав проведення І фази клінічних досліджень вакцини виробництва цієї компанії в США і Південній Африці.
«ImmunityBio» і «Biovac» планували розповсюджувати вакцини по всій території ПАР та в Африці.

## Експорт вакцин
ПАР є першою країною в Африці, яка виробляє більшість вакцин проти COVID-19 на своїй території. Вакцини мають бути зарезервовані для купівлі виключно в Африці. У середині 2021 року Південна Африка виробляла 220 000 мільйонів доз вакцини Janssen (Johnson & Johnson) у Порт-Елізабеті. Очікувалося, що виробництво вакцини Pfizer-BioNTech розпочнеться в Кейптауні наприкінці 2021 року. Якщо вакцина ImmunityBio пройде клінічне дослідження, її виробництво також розпочнеться в ПАР.

### Хронологія
11 липня 2021 року президент Сиріл Рамафоса звернувся до нації та оголосив, що ПАР поставить 17 мільйонів доз вакцини Janssen (Johnson & Johnson) членам Африканського Союзу протягом наступних 3 місяців.
26 липня 2021 року першу партію з 1,5 мільйона доз вакцини Janssen було дозволено до випуску на підприємстві «Aspens» у Порт-Елізабеті. Вакцини були доставлені з аеропорту Порт-Елізабета до міжнародного аеропорту імені О. Р. Тамбо в Йоганнесбурзі авіакомпанією «Star Air Cargo» о 21:39 (SAST). Очікувалося, що найближчими днями вакцини доставлять до закладу в Мідранді для тестування та розповсюдження.
16 серпня 2021 року газета «New York Times» опублікувала звіт, у якому говориться, що близько 32 мільйонів вакцин, виготовлених на підприємстві «Aspen Pharmacare», були експортовано до країн Європи. Крім того, видання стверджувало, що в угоді про замовлення доз південноафриканський уряд відмовився від права забороняти експорт і поставив більшу ціну, ніж Європейська комісія, за дозу.
17 серпня 2021 року «Health Justice Initiative» подала запит відповідно до Закону Південної Африки про сприяння доступу до інформації, щоб отримати доступ до контрактів між компанією Johnson & Johnson та урядом Південної Африки, що спричинило звіт «New York Times».
2 вересня 2021 року посланник Африканського Союзу з питань коронавірусу заявив, що поставки вакцин із заводу «Aspens» до Європи призупинено, а 20 мільйонів доз, які вже були надіслані до Європи, будуть повернуті для розповсюдження по всій Африці.

## Масові заворушення 2021 року
Під час заворушень у Південній Африці 2021 року процес вакцинації сповільнився, оскільки заклади та центри вакцинації були закриті через протести та грабунки в Гаутенгу і Квазулу-Наталі.
За оцінками, під час заворушень було знищено 47500 доз вакцини та 120 приватних аптек.

## Місця проведення вакцинації
Станом на 28 серпня 2021 року вакцинацію проти COVID-19 можна було отримати в 1397 різних місцях по всій країні. Будь-яка особа, яка має право на вакцинацію, буде направлена до найбільш відповідного місця, незалежно від того, чи є воно приватним чи державним, чи застрахована вона чи ні. Очікувалося, що кількість пунктів вакцинації збільшиться до 3338 місць з часом прогресування II і III фази епідемії. На той час планувалося, що всі магазини торгових мереж «Clicks» і «Dis-Chem», та інші аптеки та лікарні по всій країні будуть використовуватися для проведення вакцинації.
| Провінція                  | Невеликі | Середні | Великі | Дуже великі | Всього |
| -------------------------- | -------- | ------- | ------ | ----------- | ------ |
| Східнокапська провінція    | 96       | 61      | 1      |             | 158    |
| Фрі-Стейт                  | 52       | 27      | 1      |             | 80     |
| Гаутенг                    | 555      | 164     | 14     | 1           | 734    |
| Квазулу-Наталь             | 778      | 58      | 4      |             | 840    |
| Лімпопо                    | 559      | 9       | 1      |             | 569    |
| Мпумаланга                 | 91       | 11      |        |             | 102    |
| Північно-Західна провінція | 47       | 26      | 1      |             | 74     |
| Північнокапська провінція  | 167      | 8       |        |             | 175    |
| Західнокапська провінція   | 512      | 84      | 9      | 1           | 606    |
| Всього                     | 2857     | 448     | 31     | 2           | 3,338  |